# Luigi Morstabilini
Luigi Morstabilini (Gromo, 15 settembre 1907 – Scanzorosciate, 26 luglio 1989) è stato un vescovo cattolico italiano.

## Biografia

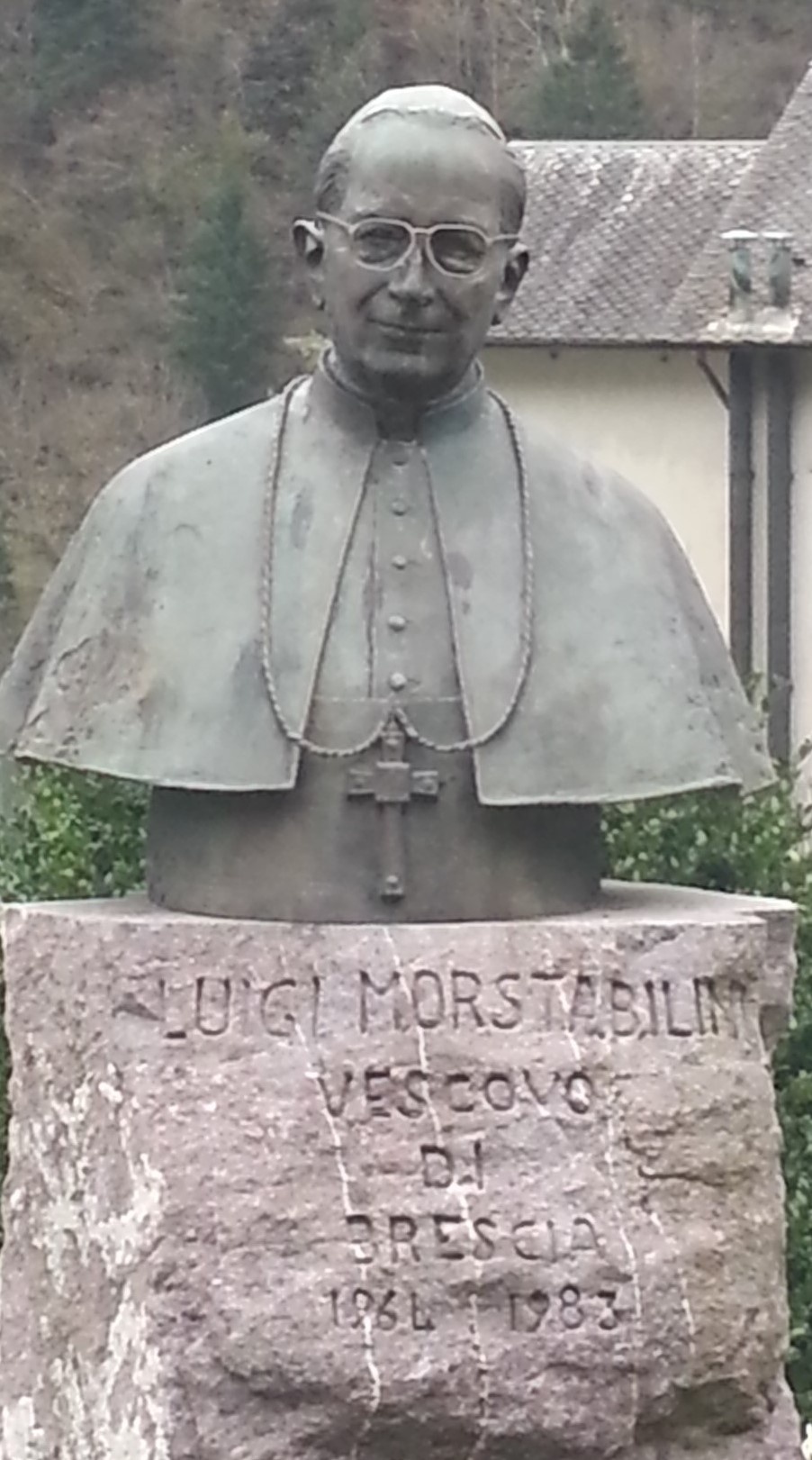
Busto in bronzo del vescovo Morstabilini presso la chiesa di San Giacomo e San Vincenzo a Gromo

Nacque nella frazione Ripa di Gromo, in alta Val Seriana da una famiglia di contadini. Quando espresse il desiderio di farsi sacerdote, la madre lo accompagnò alla frazione Bani di Ardesio, per incontrare don Francesco Brignoli, che oltre a spronarlo consegna alla donna i soldi necessari al suo mantenimento in seminario prevedendone il futuro.
Si laureò in scienze sociali e il 30 maggio 1931 fu ordinato sacerdote a Bergamo e assegnato alla parrocchia periferica di Boccaleone, a Bergamo in città Alta, diventando poi superiore ed insegnante in seminario. Successivamente pro-generale della diocesi.
Nel 1962 fu eletto vescovo di Veroli-Frosinone da papa Giovanni XXIII.
Il 7 ottobre 1964 fu trasferito alla diocesi di Brescia da papa Paolo VI. 
Visse da giovane vescovo il Concilio Vaticano II intervenendo personalmente all'assemblea, nel 1963, esprimendo il proprio pensiero con umiltà ma incisività, colse e manifestò il suo desiderio di chiesa aperta alla comunità, tanto che nei primi dieci anni da vescovo, visitò personalmente le quasi 500 parrocchie della provincia bresciana, controllando e sollecitandone i cambiamenti ordinati dalle riforme del Concilio.
Visse gli anni difficili di Brescia e dovette officiare ai funerali delle vittime della Strage di piazza della Loggia del 28 maggio 1974.
Indisse il XXVIII sinodo diocesano, che si tenne il 7, 8 e 9 dicembre 1979.
Si ritirò nel 1983 per raggiunti limiti d'età, ospite presso le Suore Orsoline di Gandino a Scanzorosciate  in un
appartamento modesto. Le sue spoglie si trovano nella cattedrale di Brescia, adempiendo alle sue volontà.
Gromo, suo paese d'origine, ha allestito nel museo parrocchiale di arte sacra, a lui dedicato, un locale con i paramenti e le vesti che aveva indossato durante il Concilio Vaticano II.

## Genealogia episcopale e successione apostolica
La genealogia episcopale è:
- Cardinale Scipione Rebiba
- Cardinale Giulio Antonio Santori
- Cardinale Girolamo Bernerio, O.P.
- Arcivescovo Galeazzo Sanvitale
- Cardinale Ludovico Ludovisi
- Cardinale Luigi Caetani
- Cardinale Ulderico Carpegna
- Cardinale Paluzzo Paluzzi Altieri degli Albertoni
- Papa Benedetto XIII
- Papa Benedetto XIV
- Papa Clemente XIII
- Cardinale Marcantonio Colonna
- Cardinale Giacinto Sigismondo Gerdil, B.
- Cardinale Giulio Maria della Somaglia
- Cardinale Carlo Odescalchi, S.I.
- Cardinale Costantino Patrizi Naro
- Cardinale Lucido Maria Parocchi
- Cardinale Agostino Gaetano Riboldi
- Vescovo Francesco Ciceri
- Arcivescovo Giovanni Cazzani
- Vescovo Giuseppe Piazzi
- Vescovo Luigi Morstabilini

La successione apostolica è:
- Cardinale Giulio Bevilacqua, C.O. (1965)
- Vescovo Pietro Gazzoli (1968)
- Vescovo Crescenzio Rinaldini (1982)